# Aleksandrovskoje
Alexandrovskoje (ryska Алекса́ндровское) är en ort i Tomsk oblast i Ryssland. Den ligger vid floden Ob. Folkmängden uppgår till cirka 7 000 invånare.